# Overpeck
Overpeck (weitere Ortsbezeichnungen: Overpeck Station, Overpecks, Overpecks Station) ist ein gemeindefreies Gebiet im zentralen St. Clair Township des Butler County im US-amerikanischen Bundesstaat Ohio. Obgleich es gemeindefrei ist, besitzt Overpeck eine eigene Postleitzahl (45055).

## Persönlichkeiten
- Charles Francis Richter (1900–1985), Seismologe und Namensgeber der Richterskala.[3]